# Естер Малангу
Естер Малангу (народилася 11 листопада 1935 року) — південноафриканська художниця та дизайнерка з народу ндебеле. Відома своїми сміливими масштабними сучасними картинами, заснованими на культурних традиціях її народу, Естер Малангу здобула багато відзнак і нагород, серед яких срібний Орден Іхаманґа (Ikhamanga), вручений 2006 року Президентом ПАР за відмінний внесок у розвиток народного мистецтва ндебеле та звання почесного доктора наук (Philosophiae Doctor honoris causa) в Університеті Йоганнесбурга (9 квітня 2018 року).

## Біографія та творчість
Естер Ніквамбі Малангу народилася 11 листопада 1935 року в Мідделбурзі, провінція Мпумаланга, Південна Африка, і належить до півдненої групи народу ндебеле. Естер почала малювати в 10-річному віці, і вивчила традиційний настінний живопис, працюючи з матір'ю і бабусею, у південних ндебеле саме жінкам довіряють розпис будинків. Ще більше її талант проявився у підлітковому віці, під час традиційної практики її народу, в якій молоді жінки проводять декілька місяців ізольовані від суспільства, навчаючись бісероплетінню. Робота у культурній традиції ндебеле та її синтез із сучасним мистецтвом і бізнесом принесла Малангу популярність і визнання на національному та світовому рівні.
Мистецтво Малангу засноване на зразках, втілених в одязі, муралах та ювелірних виробах народу ндебеле. Візерунки, які вона використовує, як правило, геометричні та дуже барвисті. Її роботи мають великі розміри. В різні роки Естер експериментувала з різними матеріалами, зокрема з флюорисцентними вініловими фарбами. Проте, як зазначила критикиня Амелія Плізант після персональної виставки Малангу в 2003 році, вона повернулася до природних, приглушених кольорів глини та коров'ячого посліду, що додають її роботам текстури, що ймовірно їй нагадують про її ранні роки (she has returned to the natural, muted colours of clays and cow dung that give her work texture, perhaps reminiscent of her early childhood).
Малангу вперше привернула міжнародну увагу в 1989 році на мистецькій виставці під назвою Magiciens de la terre (Чарівники світу). 1991 року була запрошена корпорацією BMW для створення art car, власного бачення дизайну автомобіля. Історія BMW Art Car веде відлік з 1975 року, його відомими творцями були Енді Воргол, Девід Гокні та Френк Стелла. Автомобіль BMW 525i в оздобі від Естер Малангу став першим африканським арт-каром, вона розписала його типовими народними мотивами ндебеле. Таким чином Естер стала першою людиною з-поза меж західного світу та першою жінкою, запрошеною створити арт-кар. Автомобіль експонувався в Німеччині, а потім у Національному музеї жінок у мистецтві в Вашингтоні, округ Колумбія, 1994 року. У 1980—1991 рр. Естер мала резиденцію в музеї під відкритим небом у Ботшабелі, який представляє відвідувачам культуру ндебеле.
Її візерунки використовувались у 1997 році в фарбуванні хвостів літаків компанії British Airways, у 2007-му в арт-кар Fiat 500 та знову на BMW у 2016-му.

Малангу є одною з африканських художниць, чиє мистецтво часто експонується на міжнародному рівні. Її роботи знаходяться у великих приватних колекціях, включаючи колекцію Сучасного африканського мистецтва Жана Пігоцці та багатьох західних музеїв. Незважаючи на міжнародне визнання, Естер Малангу живе у селі в тісному контакті з рідною культурою. 

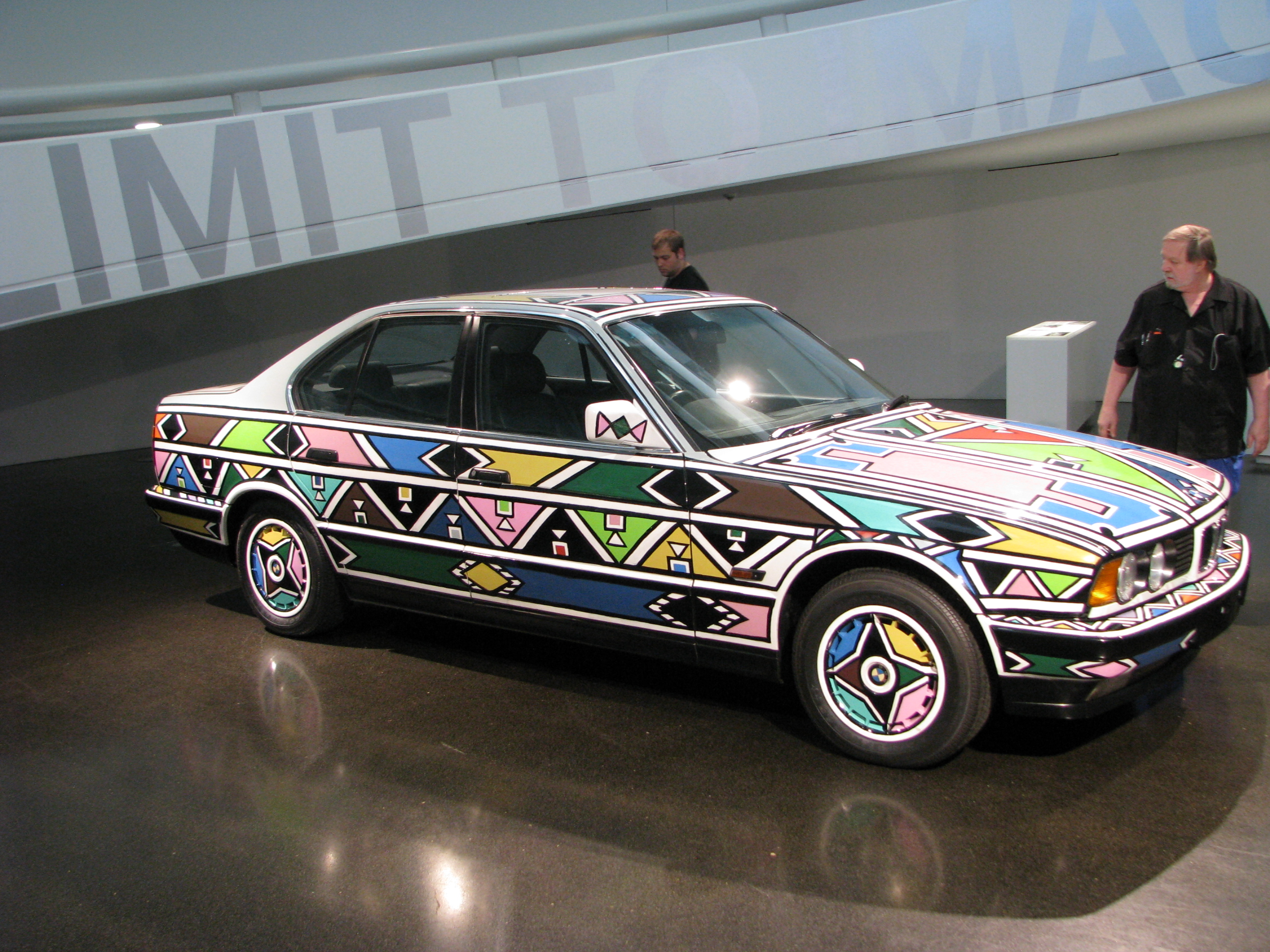
BMW Art Car (1991) у виконанні Естер Малангу

## Виставки та проекти
Персональні виставки
- 2016, Лондон — арт-кар BMW 7-ї серії та супровідна виставка в співкураторстві BMW, 34FineArt, Frieze Art Fair
- 2015, Кейптаун — Esther Mahlangu 80, організована 34FineArt і UCT Irma Stern Museum
- 2014, Віржинія, США — Esther Mahlangu: An Artistic Residency, Virginia Museum of Fine Arts
- 2012, Кейптаун — Overlay, організована 34FineArt
- 2010, Каленцано, Італія — Centro Espositivo St. Art
- 2008, Нью-Йорк — Esther Mahlangu: Reacquiring, The Kyle Kauffman Gallery
- 2007, Кейптаун — Esther Mahlangu 2007, 34LONG
- 2007, Турин, Італія — Why Africa?, арт-кар Fiat 500
- 2005, Кейптаун — Esther Mahlangu, 34LONG
- 2003, Кейптаун — Esther Mahlangu 2003, організована 34FineArt і UCT Irma Stern Museum
- 1998, Париж — Museum of Oceanian and African Art
- 1997 — BA Airways Tail paintings
- 1991 — BMW Art Cars Commission

Колекції

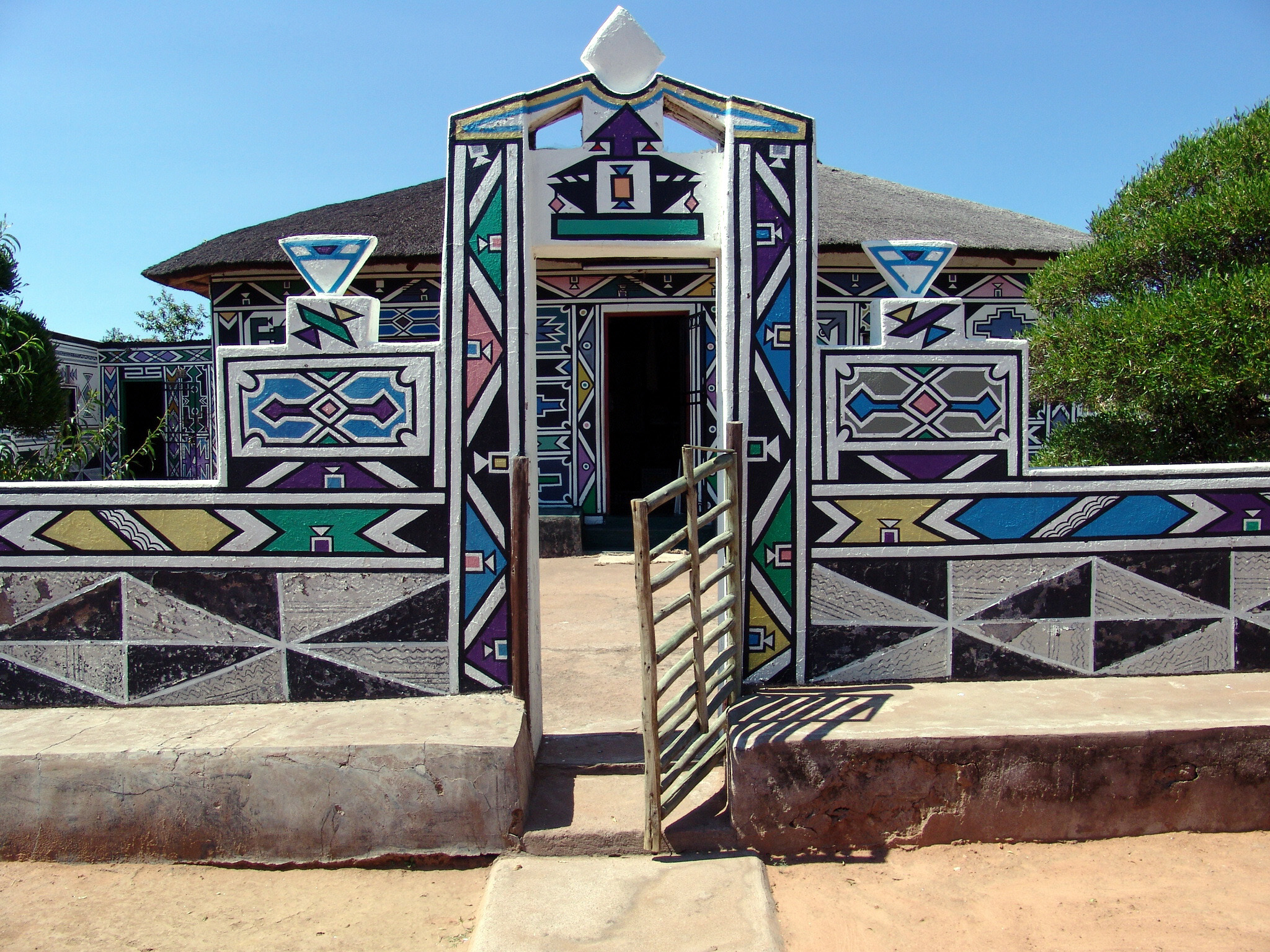
Вхідні ворота до садиби Естер Малангу

- Музей мистецтв Меленштейн, Братислава, Словаччина
- Колекція Пігоцці, Женева, Швейцарія
- Колекція Johnnic Communications Management Services, Йоганнесбург, ПАР
- Музей Бохума, Бохум, Німеччина
- Південноафриканська національна галерея, Музеї Ізіко, Кейптаун, ПАР
- BROKER Art Collection, Бельгія
- BOE Bank, Кейптаун, ПАР
- Musee des Arts d'Afrique et d'Oceanie, Париж, Франція
- Музей Ботшабело, Ботшабело, ПАР.
- BMW Art Cars Collection, Німеччина
- Колекція Світового банку, США
- Музей сучасного мистецтва, Екваторіальна Гвінея
- Колекція BHP Billiton, Йоганнесбург, ПАР
- Roppongi Hills Art Museum, Японія
- Virginia Museum of Fine Arts, Вірджинія, США
- Музей Бохум, Німеччина
- Музей мистецтв Преторії, Преторія, ПАР
- RE: Колекція CM, Кейптаун, ПАР
- Національний музей жінки в мистецтвах, Вашингтон, США
- Центр Жоржа Помпіду, Париж, Франція

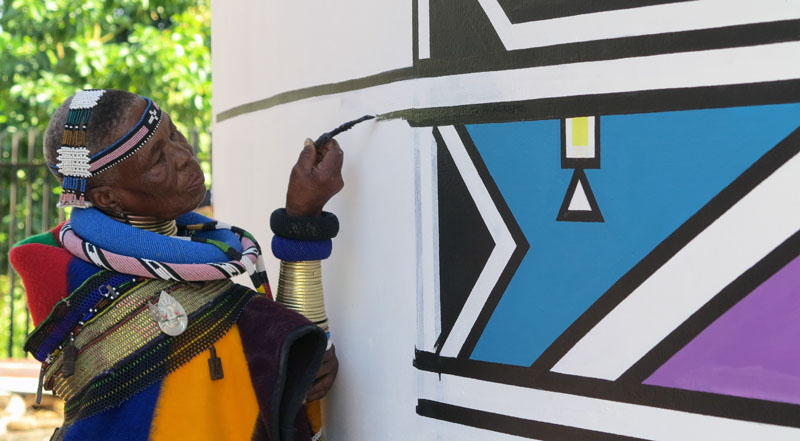
2015 рік. Естер Малангу розписує стіну, використовуючи традиційний пензлик із курячого пір'я

- Musee des Beaux Arts, Франція
- Університет Кейптауна, ПАР

## Нагороди
- Почесний доктор університету Йоганнесбурга[14]
- 2015 The Lilizela Tourism Award, Roots and culture, ПАР
- 2015 South African Traditional Music Achievement Awards, Life Time Achievement Award, ПАР
- 2013 1st Mbokodo Award, ПАР
- 2012 1st Mbokodo Award, South African Women in the Arts, ПАР
- 2010 Increasing Access to the Arts Award — 13th annual BASA Awards, ПАР
- 2007 The Heritage Award for Preservation and Promotion of South African Heritage and Culture, The Premier of KZN, ПАР
- 2006 The Order of Ikhamanga (Silver), Government of South Africa, ПАР
- 2006 National Arts and Culture Trust, Lifetime Achievement Award, ПАР
- 2001 Arts and Culture Award, Art Promotion, ПАР
- 2001 Pan African Broadcasting, Heritage and Achievement Award (PABHA), ПАР
- 2001 Radio Ndebele Award, ПАР
- 1999 Mpumalanga Arts and Culture Award, ПАР
- 1997 Nassau County Commendation, Нью-Йорк, США
- 1997 Incorporated Village of Hempstead Citation, Нью-Йорк, США
- 1997 Ministry of Culture and Communication, Centre de la Villette, Франція
- 1996 Mpumalanga Sport Premier's Culture Award, ПАР
- 1988 Radio Ndebele Award, ПАР

## Вибрані публікації та посилання
- «In conversation with Esther Mahlangu» [Архівовано 25 березня 2017 у Wayback Machine.], ARTsouthAfrica (2015)
- Cantz, H. (2005), New Identities, Zeitgenossische Kunst Aus Sudafrika, Museum Bochum, Germany, ISBN 978-3-77571 489-1
- Courtney-Clarke, M, (1986), Ndebele, London: Thames & Hudson, ISBN 0-500-28387-7
- de Jager, F. R., & A. G. Loots (2003), Esther Mahlangu 2003, Vgallery, Cape Town, ISBN 0-620-30600-9
- de Jager, F. R., & A. G. Loots (2015), Esther Mahlangu 80, 34FineArt, Cape Town, ISBN 978-0-620-67031 -9
- Duke, L. (1994), «The Living Art of Esther Mahlangu: On a D.C. Street, a South African Master Paints in the Tradition of Her Tribe», The Washington Post, 4 September 1994
- Grenier, C. (2013), Multiple Modernities: 1905—1970, Centre Pompidou, France, ISBN 978-2-84426-653-8
- Guggenheim Bilbao Museum TF Editores & FMGB (2006), '100 % Africa' [Exhibition Catalogue]
- Hansen, L. (1995/1996), 'Memory and Amnesia: Transformation of the Vernacular Architecture of the Southern Ndebele in South Africa' [Unpublished Thesis], Post Graduate Centre for Human Settlements, Katholieke Universiteit Leuven
- James, D., & C. J. van Vuuren (1998), «The Ndebele», in Magubane, P. (ed.), Vanishing Cultures of South Africa, Cape Town: Struik, ISBN 978-0-847-82097-9
- Loubser, A, (1994), «Recent Changes in Wall Painting amongst the Ndzundza as an Indication of Social Changes amongst AmaNdebele Women» (unpublished Honors Dissertation), The University of Witwatersrand, Johannesburg
- Magnin, A., & J. Soulillou (1996), Contemporary Art of Africa, London: Thames & Hudson, ISBN 0-500-01 71 3-1
- Magubane, P., & S. Klopper (2001), African Heritage, Arts and Crafts, Cape Town: Struik, ISBN 1 -86872-51 6-2
- Martin, J.-H. (1989), Les Magiciens de la Terre, Paris: Editions du Centre Pompidou, ISBN 978-2858504985
- Martin, J.-H., & A. Cohen-Solal (2014), Les Magiciens de la Terre: Retour sur une exposition legendaire, Editions Xavier Barral, Centre Pompidou, Paris, ISBN 978-2-84426-693-4
- Magnin, A., de Lima Greene, A., & A. J. Wardlaw (2005), African Art Now: Masterpieces from the Jean Pigozzi Collection (exhibition catalogue), Merrel, ISBN 978-0890902950
- McGlone, P., «South African muralist Esther Mahlangu keeps traditions alive» [Архівовано 22 травня 2015 у Wayback Machine.], The Washington Post, 8 October 2014
- Mountain, A. (1995), Ndebele Artist Nation, Cape Town: Struik, ISBN 1-86825-848-3
- Orford, M. (ed.), (2006), Life and Soul: Portraits of Women who Move South Africa, Cape Town: Double Storey
- Parise, A. (2010), Esther Mahlangu La Regina d'Africa, Colognola Al Colli
- Powel, I., & M. Lewis (1995), Ndebele: A People and their Art, Cape Town: Struik, ISBN 978-1 86825691 4
- Rousset, J. M. (1996), Contemporary Art of Africa: Esther Mahlangu & Francina Ndimande, Magnin, A., & J. Soulillou (eds)
- Africa Africa: Vibrant New Art from a Dynamic Continent [Exhibition Catalogue], Tobu Museum of Art, Tokyo
- Williamson, S. (2009), South African Art Now [Архівовано 8 червня 2021 у Wayback Machine.], Harper Design, ISBN 978-0061 34351 3